# Earl Lind
Earl Lind, även känd under namnen Jennie June och Ralph Werther, var en av de första transpersonerna att ge ut sin självbiografi i USA.

## Biografi
Earl Lind föddes 1874 i Connecticut i USA och var den fjärde av elva syskon i en puritansk kristen familj. Lind/June beskrev upplevelsen av sin barndom som en flicka fångad i en pojkes kropp, och upp till tolv års ålder bad hon hennes närmaste klasskamrater att kalla henne för Jennie. När hon nådde tonåren slutade hon dock att offentligt visa sin feminina sida på grund av känsla av skam. Under uppväxten utsattes hon för så kallad konversionsterapi i syfte att "bota" hennes påstådda homosexualitet, detta efter att familjeläkaren delgetts information om Linds/Junes sexuella attraktion till pojkar. Hon tvingades även byta till en internatskola för pojkar. Under denna period utvecklade Lind/June en grav depression som gav upphov till självmordstankar.
I slutet av 1800-talet, då Lind/June var i tjugoårsåldern, flyttade hon till New York där hon kom i kontakt med andra androgyna genom sällskapet The Cercle Hermaphroditos. De möttes på fristäder som Paresis Hall där de kunde öppet vara sig själva i en tid då crossdressing var socialt oacceptabelt och olagligt. Detta var också en tid då termen transperson inte fanns, istället användes orden "androgyn" (androgyne), "feminin man" (effeminate man), "fairie" och "invert", vilket Lind/June själv identifierade sig med.

## Självbiografier
Lind/June publicerade två självbiografier under pseudonymen Earl Lind, The Autobiography of an Androgyne (1918) och The Female-Impersonators (1922). I den förstnämnda beskriver Lind/June många personliga berättelser, sexuella möten och drömmar. Då Lind/June var 28 år valde hon att sterilisera sig, något hon trodde skulle hjälpa henne i sin "störda sexualitet" och göra henne mindre manlig. Även detta delar hon med sig av i självbiografin. Biografin syftar även till att förklara hennes situation och ge ökad acceptans för transpersoner.
I självbiografierna beskrivs även att Lind/June upplevde sig leva ett dubbelliv. Å ena sidan var hon en vit utbildad medelklassman, å andra sidan hade hon en längtan att utföra sexuella handlingar, vilka störde henne. Lind/June separerade inte könsidentitet från sexualitet, vilket är tidstypiskt, och detta ledde till mycket psykiskt lidande.  
Linds/Junes mål med självbiografierna var att synliggöra de prövningar och motgångar hon levde med. Genom att göra det skulle USA kunna stötta henne och alla med henne som inte passar in i de normer gällande kön och sexualitet som finns.